# James Thomson (1834-1882)

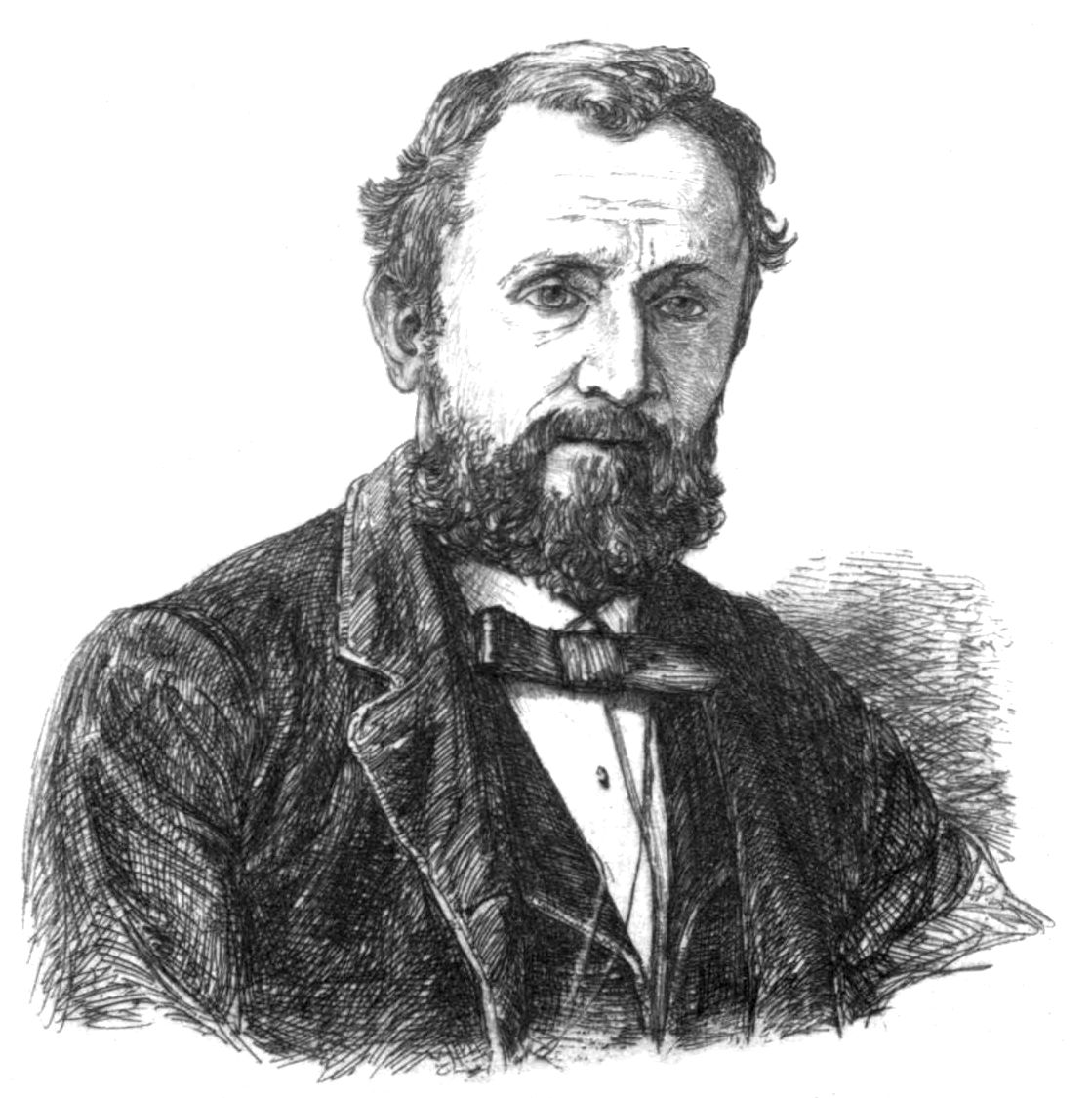
James Thomson (B.V.), zoals afgebeeld op de titelplaat van A Voice from the Nile, and Other Poems (1884).

James Thomson of James Thomson B.V. (Port Glasgow, 23 november 1834 - Londen, 3 juni 1882) was een Schotse dichter in het victoriaanse tijdperk, die publiceerde onder het pseudoniem Bysshe Vanolis. Zijn grootste bekendheid verwierf hij met het lange gedicht The City of Dreadful Night uit 1874, een uiting van somber pessimisme in een onmenselijke, ongeïnteresseerde stedelijke omgeving.

## Levensloop
Thomson groeide op in een weeshuis. Hij genoot een opleiding aan de Royal Military Academy en diende in Ierland. Op zijn zeventiende (1851) maakte Thomson kennis met de dan achttienjarige Charles Bradlaugh. Dat was toen al een berucht vrijdenker,  die zijn eerste atheïstische pamflet een jaar daarvoor uitgaf. 
Meer dan tien jaar later verliet Thomson het leger en verhuisde hij naar Londen, waar hij werkte als klerk. Hij hield contact met Bradlaugh, die inmiddels zijn eigen wekelijkse blad National Reformer uitgaf, 'een publicatie voor de arbeider'. Vanaf 1863 schreef Thomson negentien jaar lang verhalen, essays en gedichten voor diverse publicaties, waaronder de National Reformer. Laatstgenoemde bracht het sombere gedicht uit dat hem zijn grootste bekendheid zou opleveren.

## Neerwaartse spiraal
The City of Dreadful Night kwam voort uit de strijd die Thomson het laatste tiental jaren voerde met alcoholisme en chronische depressie. Hij raakte steeds geïsoleerder van vrienden en de samenleving in het algemeen. Thomson werd zelfs vijandig tegen Bradlaugh. Negentien maanden voor zijn dood bezorgde zijn poëziebundel The City of Dreadful Night and Other Poems hem bemoedigende en complimenterende recensies van een aantal critici, maar het kwam te laat om Thomsons ondergang af te wenden. 
Thomsons resterende gedichten verschijnen zelden in moderne verzamelingen, hoewel het autobiografische Insomnia en Mater Tenebrarum hoog geacht worden. Zijn The City of Dreadful Night and other poems werd opgenomen in onder meer de Thinker's Library. Thomson zelf bewonderde en vertaalde de werken van de pessimistische Italiaanse dichter Giacomo Leopardi, maar zijn eigen gebrek aan hoop was duisterder dan dat van Leopardi. Thomson wordt door enkele bestudeerders van het Victoriaanse tijdperk beschouwd als de somberste dichter van zijn tijd.

## Pseudoniem
Thomsons pseudoniem Bysshe Vanolis is een samentrekking van de namen van de dichters Percy Bysshe Shelley en Novalis. Vaak worden zijn naam en die van de eerdere Schotse dichter James Thomson van elkaar onderscheiden door B.V. achter zijn naam te zetten.